# Staoueli
Staoueli è un comune dell'Algeria, situato nella provincia di Algeri.